# ISO 4
ISO 4 — ISO-стандарт, який визначає єдину систему скорочень (абревіатур) назв журналів. Міжнародний центр ISSN, який ISO призначив реєстраційним органом для ISO 4, веде «Перелік скорочень титульних слів», які є стандартними скороченнями слів, що зазвичай зустрічаються в назвах.